# Djima Oyawolé
Djima Oyawolé (Tsévié, 18 ottobre 1976) è un ex calciatore togolese, di ruolo attaccante.

## Caratteristiche tecniche
Era una punta centrale.

## Carriera

### Club
Ha giocato nella prima divisione francese, in quella belga ed in quella cinese (nella quale nel 2004 ha anche vinto un campionato).
Djima Oyawolé inizia la sua carriera calcistica nella seconda squadra del Metz, dove gioca tra il 1995 e il 1996. Nella stagione successiva viene promosso in prima squadra, debuttando in Ligue 1, totalizzando 7 presenze senza segnare.
Nel 1997 si trasferisce in prestito al Lorient, militante in Ligue 2, dove disputa un’ottima stagione con 29 presenze e 7 reti. Rientrato al Metz nel 1998, colleziona altre 7 presenze senza gol. 
Nel 1999 gioca brevemente in prestito con il Troyes, disputando una sola partita, prima di essere ceduto ancora in prestito al Louhans-Cuiseaux, dove segna 2 gol in 6 presenze. Torna nuovamente al Metz per la stagione 2000-2001, con un bilancio di 4 presenze e nessuna rete.
Nel 2001 si trasferisce in Belgio al K.A.A. Gent, dove si impone come attaccante titolare: in due stagioni realizza 18 gol in 43 presenze in campionato. Nel 2003 approda in Cina allo Shenzhen Jianlibao, dove gioca fino al 2005, collezionando 50 presenze e segnando 14 reti.
Nel 2006 fa ritorno al Gent, ma non scende mai in campo nella sua ultima stagione da professionista. Si ritira dal calcio giocato nel 2007.

### Nazionale
Ha debuttato in nazionale nel 1996. Ha partecipato, con la nazionale, alla Coppa d'Africa 1998, alla Coppa d'Africa 2000 e alla Coppa d'Africa 2002.

## Palmarès

### Club

#### Competizioni nazionali
- Campionato cinese di calcio: 1

Shenzhen Jianlibao: 2004